# Le Bébé Schtroumpf (film)
 (mai 2016).
Si vous disposez d'ouvrages ou d'articles de référence ou si vous connaissez des sites web de qualité traitant du thème abordé ici, merci de compléter l'article en donnant les références utiles à sa vérifiabilité et en les liant à la section « Notes et références ».
Pour plus de détails, voir Fiche technique et Distribution.
Le Bébé Schtroumpf est un film d'animation américano-belge, réalisé par Peyo, William Hanna et Joseph Barbera, mettant en scène Les Schtroumpfs. Il compile 4 épisode de la série animée. La bande dessinée du même nom sort la même année.

## Synopsis
L’histoire commence par une nuit de pleine lune, où la lune est bleue. Une cigogne apporte au village des Schtroumpfs, un bébé Schtroumpf. Les Schtroumpfs pensent tout d’abord que le bébé caché dans le panier sous une couverture est un serpent, ils se le  lancent de  Schtroumpf en Schtroumpf, il finit par atterrir dans les bras du Grand Schtroumpf qui ouvre le panier. Il se rend compte qu’il contient un bébé. Tout le monde est sous le charme, sauf le Schtroumpf grognon, qui n’aime rien de toute manière. De nombreux Schtroumpfs voient dans le bébé un reflet d’eux -mêmes, ainsi le Schtroumpf peintre lui trouve-t-il un talent de peintre, le Schtroumpf musicien décrète qu’il sera un grand virtuose de la trompette, quant au Schtroumpf à lunettes, il décrète que ce sera un intellectuel. Alors que le Schtroumpf à lunettes essaie de l’instruire dans le labo du Grand Schtroumpf, le bébé Schtroumpf inverse les étiquettes des potions, ce qui est une variante par rapport à l’album. Pendant ce temps, le grand Schtroumpf est dans la forêt et rencontre Gargamel qui prépare un nouveau plan diabolique : il va créer un nuage de sauterelles afin qu’elles dévorent la forêt pour lui permettre de trouver le village des Schtroumpfs. Ceci non plus n’est pas dans l’album.  Le grand Schtroumpf éprouve quelques difficultés à préparer une potion pour se débarrasser des sauterelles à cause des inversion d’étiquette mais il finit par y arriver. Par la suite, la forêt repousse à la première pluie et une cigogne arrive au village avec une funeste missive qui demande de rendre le bébé Schtroumpfs. Le bébé Schtroumpf grognon s’enfuit alors, avec le bébé, il lui arrive quelques péripéties dans la forêt mais bien moindres que dans l’album, il ramène rapidement le bébé. C’est alors la Schtroumpfette qui écrit une lettre pour dire qu’elle ne veut pas qu’on reprenne le bébé Schtroumpf. Les Schtroumpfs sont dévastés par le départ du bébé Schtroumpf. Quelques scènes de tristesse s’ensuivent. Une nouvelle lune bleue se lève et la cigogne ramène le bébé Schtroumpf, accompagné d’une lettre qui explique que c’est du à la lettre de la Schtroumpfette, et aussi un petit peu la bravoure du Schtroumpf  grognon qui les a fait changer d’avis. Le bébé Schtroumpf vivra avec eux et tout le monde est heureux. 
Suivent quelques aventures de Gargamel qui amène un dragon au village des Schtroumpfs, puis une adaptation des Schtroumpfs olympiques et enfin un épisode de Noël avec le bébé Schtroumpf.